# Lista de parques estaduais do Tennessee
Lista de parques estaduais de Tennessee, Estados Unidos.
- Bicentennial Mall State Park
- Big Cypress Tree State Park
- Big Hill Pond State Park
- Big Ridge State Park
- Bledsoe Creek State Park
- Booker T. Washington State Park
- Burgess Falls State Park
- Cedars of Lebanon State Park
- Chickasaw State Park
- Cordell Hull Birthplace State Park
- Cove Lake State Park
- Cumberland Mountain State Park
- David Crockett State Park
- Davy Crockett Birthplace State Park
- Dunbar Cave State Park
- Edgar Evins State Park
- Fall Creek Falls State Park
- Fort Loudoun State Park
- Fort Pillow State Park
- Frozen Head State Park
- Harpeth River State Park
- Henry Horton State Park
- Harrison Bay State Park
- Hiwassee/Ocoee Scenic River State Park
- House Mountain State Park
- Indian Mountain State Park
- Johnsonville State Historic Park
- Justin P. Wilson Cumberland Trail State Park
- Long Hunter State Park
- Meeman-Shelby Forest State Park
- Montgomery Bell State Park
- Mousetail Landing State Park
- Nathan Bedford Forest State Park
- Natchez Trace State Park
- Norris Dam State Park
- Old Stone Fort State Archaeological Park
- Panther Creek State Park
- Paris Landing State Park
- Pickett State Park
- Pickwick Landing State Park
- Pinson Mounds State Park
- Port Royal State Park
- Radnor Lake State Park
- Red Clay State Park
- Reelfoot Lake State Park
- Roan Mountain State Park
- Rock Island State Park
- Sgt. Alvin C. York State Park
- South Cumberland State Park
- Standing Stone State Park
- Sycamore Shoals State Historic Area (Sycamore Shoals)
- Tims Ford State Park
- T.O. Fuller State Park
- Virgin Falls State Park (Natural Area)
- Warriors' Path State Park